# 나이프 파티
나이프 파티(Knife Party)는 오스트레일리아의 일렉트로니카 듀오이다. 밴드 펜듈럼의 멤버인 롭과 개러스가 결성했다.

## 같이 보기
- centipede (오토(AT)만 가능한 곡)